# Foråret kommer til cafeen
Foråret kommer til cafeen er et ekspressionistisk digt af Rudolf Broby-Johansen fra 1922. Handlingen foregår på en café/værtshus i en metropol. På caféen er der en mand der står og spiller billard. Det hele ender med et stort slagsmål. Hele begivenheden beskrives med brug af geometriske figurer. F.eks.:
"Tilspidsede firkant hvide cirkelflader bevæger sig i spiraler fra Queuers Terra-trekanter."